# Maytenus urbaniana
Maytenus urbaniana är en benvedsväxtart som beskrevs av Ludwig Eduard Theodor Loesener och Taub. Maytenus urbaniana ingår i släktet Maytenus och familjen Celastraceae. Inga underarter finns listade.